# Адалберт I фон Баленщет
Адалберт I фон Баленщет (на немски: Adalbert I von Ballenstedt, * 970) е граф на Баленщет, фогт на манастирите Хагенроде (днес Алексисбад) и Нинбург и прародител на род Аскани в Саксония-Анхалт.
Неговите прародители, според средновековния правен сборник Саксонско огледало (Sachsenspiegel), вероятно идват с швабските племена около 568 г. на територията на Доленхарц, заселват се в Швабенгау и са във военната свита на Сигиберт I (упр. 561 – 575), краля на Австразия.

## Семейство и деца
Адалберт се жени за Хида, дъщеря, наследничка на маркграф Ходо I от Лужица († 993). Двамата, според хрониката на Аналиста Саксо, имат пет деца:
- Езико от Баленщет (* 990/1000, † 1060), граф на Баленщет, родоначалник на род Аскани; жени се за Матилда Швабска († 1032)
- Ута (* 1000, † 1046), омъжва се през 1026 г. за Екехард II (985 – 1046), маркграф на Майсен
- Дитрих, пропст на Баленщет
- Лудолф, монах в Корвей
- Хазеха, третата игуменка на Гернроде и Фрозе (1044 – 1046)